# أل كورك
أل كورك (بالإنجليزية: Al Crook)‏ هو لاعب كرة قدم أمريكية أمريكي، ولد في 20 نوفمبر 1897 في ديترويت في الولايات المتحدة، وتوفي في 17 فبراير 1958.

## وصلات خارجية
- أل كورك على موقع مرجع كرة القدم المحترفة.كوم (الإنجليزية)